# 利納雷斯 (納里尼奧省)
利納雷斯是哥倫比亞的城鎮，位於該國西南部，由納里尼奧省負責管轄，距離首府帕斯托94公里，始建於1868年，面積115平方公里，海拔高度1,705米，2005年人口11,546。
1°21′N 77°32′W / 1.350°N 77.533°W